# Melese rubricata
Melese rubricata är en fjärilsart som beskrevs av Paul Dognin 1910. Melese rubricata ingår i släktet Melese och familjen björnspinnare. Inga underarter finns listade i Catalogue of Life.